# Francis Chagrin
Francis Chagrin (născut Alexander Paucker, n. 15 noiembrie 1905, București, România – d. 10 noiembrie 1972, Hampstead⁠(d), Anglia, Regatul Unit) a fost un compozitor și dirijor englez, evreu originar din România. S-a făcut cunoscut mai ales ca autor de muzică de film și muzică cultă, precum și ca co-fondator al Societății pentru Promovarea Muzicii Noi⁠(d).

## Biografie
Chagrin, la naștere Alexandru Paucker, s-a născut în 1905 la București într-o familie de evrei cu situație materială bună. A fost un timp elevul lui Mihail Jora. La insistențele părinților săi, a studiat ingineria la Zürich, în paralel. urmând, fără știrea părinților, cursuri la Conservatorul de muzică din oraș. A terminat studiile muzicale în 1928, dar cum familia a refuzat să-l susțină financiar în realizarea aspirațiilor sale în acest domeniu, a părăsit casa familială și a plecat la Paris, unde și-a schimbat numele în Francis Chagrin.
S-a întreținut cântând în cluburi de noapte și cafenele și scriind cântece de muzică ușoară, iar apoi, din 1933, a studiat vreme de doi ani muzică la École normale de musique, între altele, cu Paul Dukas și Nadia Boulanger. În 1936 s-a stabilit în Anglia. 
La izbucnirea celui de-al Doilea Război Mondial Chagrin a fost numit consilier muzical și compozitor al casei la Serviciile în limbă franceză ale Postului de radio BBC, mai ales pentru emisiunea „Français parlent aux Français”.
În ianuarie 1943 Chagrin, împreună cu Mátyás Seiber, care i-a fost profesor în anii 1944-1946, și Roy Douglas, a înființat Comitetul, devenit ulterior Societatea pentru Promovarea Muzicii Noi, destinată promovării, interpretării si aprecierii noii muzici compuse de tineri compozitori sau compozitori încă nu suficient cunoscuți. Ralph Vaughan Williams a acceptat să fie președintele organizației, iar Arthur Bliss  - vicepreședintele ei  
Ca dirijor a dirijat, între altele, productii de balet ale ansamblurilor Roland Petit și Ballet de France
În 1951 Chagrin și-a înființat propriul ansamblu de cameră Francis Chagrin Ensemble. Chagrin a compus muzica pentru 200 filme, de asemenea a compus si muzica pentru reclame. 
În 1955 el a compus muzica la filmul „The Colditz Story⁠(d)”. În 1956 a compus și muzica pentru The Dalek Invasion of Earth⁠(d), episod din serialul de televiziune Doctor Who.

## Viața privată
Chagrin s-a căsătorit de două ori. Cu a doua sa soție, Eileen E.Doyle, s-a însurat în martie 1939 și a locuit la Londra, pe Fellows Road, 48, Hampstead.
Fiii lor sunt actorii Nicolas Chagrin și Julian Chagrin, acesta din urmă și mim, stabilit în Israel, și căsătorit cu actrița și comica Rolanda Chagrin. Fiul vitreg al lui Francis Chagrin a fost poetul Gerald Benson⁠(d). 
Francis Chagrin vorbea la perfecție limba franceză, engleza (cu un accent francez),româna și germana, stăpânea, de asemenea, italiana și spaniola. 
Pentru o călătorie în URSS în octombrie 1966, a învățat rusa.
Francis Chagrin a decedat în 1972 la Hampstead⁠(d), după mai multe atacuri de cord.

## Premii și onoruri
- 1948 - Ofițer al Academiei - numit de guvernul francez
- 1963 - Premiul internațional de muzică Harriet Cohen, în calitatea de compozitorul de muzică de film al anului

## In memoriam
- 1973 A luat ființă Fondul Francis Chagrin pentru tinerii compozitori, care conferă Premiul Francis Chagrin.

(între laureați - Roy Herrema)

## Creații
Chagrin a compus lucrări orchestrale simfonice, muzică ușoară, muzică de cameră și muzică de film. 

### Muzică cultă

#### Muzică pentru orchestră
- Preludiu și Fugă pentru orchestră (1947) - interpretat în premieră la Proms de către Orchestra Filarmonică din Londra, dirijată de Basil Cameron.
- Concert pentru pian (1948)
- Acuarele (Portrete a cinci copii) pentru orchestră de coarde (1951)
- Helter Skelter uvertură (1951) (din muzica de film)
- Lamento appassionato pentru orchestră de coarde (1951)
- Sarabandă pentru oboi și coarde (1951)
- Divertimento pentru cvartet de instrumente de suflat (1952)
- Fantezie română pentru muzicuță și orchestră (1956) - compusă pentru Larry Adler, pentru Festivalul de muzică ușoară al BBC
- Simfonia No 1 (1946–59, rev 1965)

- Simphonia No 2 (1965–71)
- Suita medievală - pentru orchestră de coarde
- Suita Renaissance for coarde, instrumente de suflat opționale (1969)- include Intrada Marziale, Pavana a Gagliarda, Canzon și Rondo Giocosa.
- Castellana, Dans spaniol pentru orchestră (1968)
- Simfonia Nr.3 a rămas neterminată

- Chagrin urma să compună o nouă lucrare pentru un concert la aniversarea a 30 ani de la înființarea Societății pentru Promovarea Muzicii Noi, celebrată la Queen Elizabeth Hall la 5 februarie 1973, dar din cauza stării de sănătate nu a reușit să o termine. La cererea lui a fost, în locul acesteia, interpretată o altă lucrare a lui, Lamento Appassionato pentru orchestră

#### Muzică instrumentală și de cameră
- Preludiu și Fugă pentru două viori (1950)
- Concert Rumba pentru două piane
- Șapte piese mici pentru 8 instrumente (1966)
- Divertimento pentru cvintet de instrumente de suflat -(1954) - flaut, oboi, clarinet în B, fagot și corn in F
- Divertimento pentru cvintet de alămuri (1969)
- 4 Interludii pentru instrument solo și cvartet de coarde (1969)
- All Together Now pentru orchestră de instrumente de suflat
- Improvizație și Toccatina pentru clarinet și pian
- Scheciuri Olimpice pentru cvartet de clarinete
- muzica pentru flaut dulce
- Suită românească pentru pian (1950)
- Trois pieces tendres - pentru pian solo

#### Muzica vocală
- Cântec de leagăn - incl pentru trei voci feminine
- Only Tell Her That I Love Her
- Time of Roses
- We'll Go No More a Roving

muzică pe texte de Shakespeare:
- Blow, Blow, Thou Winter Wind
- It Was a Lover and His Lass
- Come Away Death
- un cântec din The Colditz Story

### Muzică de estradă
- 1949 - uvertura- comedie  Helter-Skelter
- 1951 Nursery Suite (Daybreak, Mischief, Daydreams și Playtime)
- dansuri: Tango Mirage ; Concert Rumba and Castellana; Mazurci; Valsuri„
- miniaturi:Chanson d'amour ; Reverie ;Thrills of Spring; Promenade (1953); Berceuse; Clockwork Revels; Alpine Holiday (1949,în aranjamentul lui Ronald Hammer ; Trickery ; Ilonka.

### Muzică de film
- pentru peste 200 filme
- Continental Express (1939)
- The Silent Battle (1939)
- Behind the Guns (1940)
- Law and Disorder (1940)
- Telefootlers  (1941) - film scurt
- Carnival in the Clothes Cupboard -film scurt  (1941)
- Train Trouble (1943) film scurt
- Designing Women (1948) film scurt
- Helter Skelter  (1949) în regia lui Ralph Thomas
- RAF:First Line of Defence - film scurt  (1949)
- Another Case of Poisoning (1949)  film scurt
- Wealth of the World:Congo Harvest - film scurt (1950)
- Last Holiday (1950) comedie,  incl The Beggar's Theme - aranjat de Cecil Milner
- The Happy Family (1952), comedie
- Castle in the Air (1952)
- Mr.Lord Says No (1952)
- The Intruder (1953)
- An Inspector Calls (1954) film regizat de Guy Hamilton după John Boynton Priestley  - incl.valsul lent Portrait of Eva
- The Beachcomber (1954), comedie
- The Colditz Story (1955)
- Simba (1955)
- Charley Moon (1956)
- Mr. Finley's Feelings - film scurt (1956)
- The House in the Woods (1957)
- No Time for Tears (1957)
- Strange Affection (1957)
- The Scamp (1957)
- The Snorkel (1958)
- Danger Within (1959)
- Marriage of Convenience (1960)
- The Man Who Was Nobody  (1960)
- Clue of the Twisted Candle (1960)
- Greyfriars Bobby - A Cool Story of a Dog (1961)
- The Monster of Highgates Ponds  (1961)
- In the Cool of the Day (1963)
- Yugoslav Sketches  - din muzica pentru filmul documentar The Bridge (1945)
- Piping Hot - film scurt (1959)
- Breakout  (1959)
- filmul de animație The Hoffnung Symphony Orchestra
- Homes for the People- film documentar scurt (1945)
- The Great Harvest  - film documentar scurt (1942)
- Shunter Black's Night Off  - film documentar scurt (1941)

filme de televiziune:
- serialul Tales from Hoffnung (1965) în 6 episoade
- serialul The Magical World of Disney
- serialul Edgar Wallace Mystery Theatre (1960) - în 3 episoade
- Serialul The Four Just People   - serial în 18 episoade
- serialul Hotel Imperial  (1958)

### Muzică de scenă
- Regele cerb de Carlo Gozzi
- The Bronze Horse
- Căsătoria Sfântului Francisc, după Henri Ghéon (traducere de C C Martindale)
- Volpone  de Ben Jonson
- Moartea lui Dalton de Georg Büchner
- Casa inimilor sfărâmate de George Bernard Shaw

muzică pentru emisiuni rafiofonice: semnal olandez, Două fanfare și focus, Muzică de deschidere și închidere a unei teme, and  , potpuriuri compilate - ex cântece naționale franceze